# Зденка Гавлічкова
Зденка Гавлічкова (чеськ. Zdeňka Havlíčková, нар. 23 грудня 1848, Прага — пом. 20 вересня 1872, Гавличкув-Брод) — єдина донька Карела Гавлічека-Боровського та його дружини Юлії. Була названа «донькою народу» (чеськ. dcera národa).

## Життєпис

### Вигнання Карела Гавлічка - Боровського
Коли батькові Зденки, Карелу Гавлічку-Боровському, заборонили залишатися в Празі через його політичну позицію та участь у Травневій змові, він у квітні 1850 року переїхав до Кутної Гори, там же ж Зденка пережила холеру. У серпні 1851 року родина переїхала з Кутної Гори до Німецького (нині Гавличкова) Броду. Звідти Карела в ніч з 15 на 16 грудня 1851 року відправили на заслання до Брессанону. Мати Зденки, Юлія, переїхала з трирічною донькою з Броду до своєї сестри Адели Ярошової в Прагу. У квітні 1852 року вона отримала дозвіл виїхати до чоловіка. 1854 року через протести дружини, Карел відправив її з донькою до Чехії.
Навесні 1855 року Гавлічеку дозволили повернутися додому, знову ж таки завдяки старанним зусиллям і дипломатичним діям його швагра Алоїза Яроша, але він не застав свою дружину Юлію живою, вона померла 16 квітня 1855 року від туберкульозу. У травні 1856 року Гавлічеку дозволили провести 8 днів у Празі, під час яких він пройшов медичний огляд. Помер 29 липня 1856 року, як і його дружина - від туберкульозу. Його похорон 1 серпня 1856 року став демонстрацією проти абсолютистського режиму і заклав основу легенди про страждальницьку смерть. Передчасну смерть матері й батька приховали від Зденки — вона вперше відвідала могилу батьків лише 23 червня 1861 року.

### Життя Зденки у сім'ї Ярошових
Наступні чотири роки (1856—1860) Зденка провела на узбіччі громадського інтересу в родині сестри своєї матері Аделі Ярошової. Вона здобувала освіту під керівництвом приватного вчителя, а з десяти років також відвідувала приватний жіночий навчальний заклад, де уникала лише релігійних уроків. У той час родина Ярошів стрімко бідніла. Через брак фінансів Яроши часто переїжджали у все менші, темніші та дешевші квартири. Проте, окрім школи, Зденьці також оплачували уроки фортепіано вдома. 
Культ Карела Гавлічка як мученика зростав. У 1861 році Антонін Августа опублікував біографію Гавлічка в журналі «Образи життя» разом із «Тірольськими елегіями» (тоді під назвою «Елегії Брессаноне» (чеськ. Elegie brixenské)), які до того часу розходилися великими тиражами.

### Народна лотерея та збірка

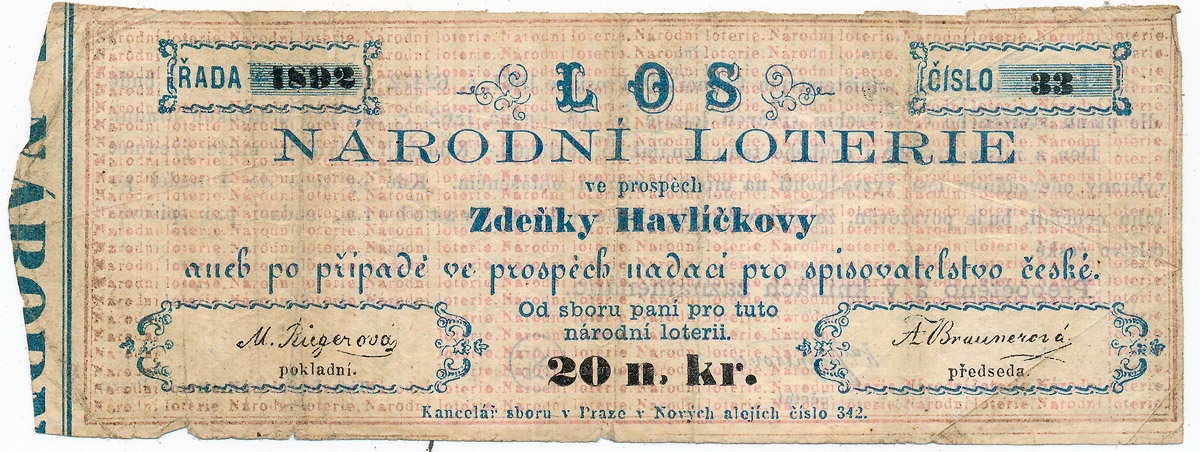
Квиток національної лотереї

У січні 1861 року відбулась національна лотерея та збірка, метою якої був збір коштів для Зденки Гавлічкової. Сама ж Зденка доволі скептично відносилась до цих подій, оскільки свого часу деякі представники знаті сторонились її батька, Карела Гавлічека. Коли ж Карела суспільство прийняло як борця і мученика — відношення до сім'ї Гавлічкових змінилось. В листі бабусі вона писала, що «тепер вся знать дуже перейнялась мною, але раніше про мене ніхто не знав». Виручені кошти були призначені для оплати навчання Зденки та можливого весільного приданого. У той час лотерею спільно організували вільне товариство чеських жінок і товариство «Сватобор» (чеськ. Svatobor). З одного боку колекцію опікували такі особистості, як Франтішек Палацький, Франтішек Рігер чи Вацлав Бєльський, з іншого — Марія Рієгрова, Кароліна Світла та Катержина Юнгманнова.

### Культ «доньки народу»
У лютому та травні 1863 року тітка Адела Ярошова двічі потрапляла до в'язниці за несплату боргів. Згідно з матеріалами суду, борги Антоніна Яроша перевищили його майно. Новим опікуном був призначений Франтішек Август Браунер, який у липні 1862 року запропонував віддати дівчинку в родину університетського бібліотекаря доктора Ігнаце Ян Гануш (1812—1869), батька п'яти дочок.
Зденка не була задоволена родиною Ганушів, тому часто залишалася у Браунерів. Вона вступила до Вищої жіночої школи, заснованої в 1863 році. На першому курсі пропустила 215 годин, на другому році 110 і 19 невиправданих, на третьому досягла 2 вибачених і 158 невиправданих годин. У неї діагностували туберкульоз у початковій стадії. 
На початку 1866 року Зденка переїхала до Браунерів, батьків ще чотирьох дітей віком від 8 до 13 років. Культ «дочки нації» був на піку. Зденка стала елегантною молодою жінкою — у 1868 році вона купила пару туфель, дві сукні, одну з яких вона пошила, а одну пофарбувала. У 1869 році вона дала пошити шість суконь і купила чотири пари туфель[значущість факту?]. Підписувалася як «дочка чеського народу».

### Стосунки Зденки Гавлічкової
В житті Зденки було декілька стосунків — з графом Вацлавом Коунікем (чеськ. Václav Kounic), з бароном Квідоном Баттальо (чеськ. Quido Battagliou), та з поміщиком Антоніном Свободою.
Двадцятирічний австрійський офіцер польського походження Квідо Батталья (1846—1915) познайомився з вісімнадцятирічною Зденкою 4 лютого 1867 року. Барон був поляком  на службі в австрійській армії. І хоч він вивчив чеську мову і оголосив себе чехофілом, він не переконав чеське суспільство, яке залишалось антипольським. Жоден не міг отримати схвалення батьків чи законних представників, тож вони самі вирішили заявити про своє кохання: три дні поспіль вони з'являлися на публіці. Реакція чеської патріотичної громадськості була істеричною, обожнювана і розпещена дівчина була відкинута суспільством.
Після розриву стосунків з Квідо Батталья, на запрошення Алоїза Православа Трояна, Зденка Гавлічкова жила в 1867—1870 роках у родині Трояна в Раковнику. Зденка знову намагалась завоювати прихильність громадськості. Вона побувала в Празі з Алоїзом Трояном (проте на балу студенти її проігнорували, з нею ніхто не танцював), здійснила поїздку в Дрезден, допомагала пані Трояновій по господарству, з яким вона не справлялася, і вдосконалювала навички шиття.
У липні 1870 року залишила Раковник і поїхала до Галвічкового Броду, де вирішила одружитися з поміщиком з Високого Мита, Антоніном Свободою.

### Хвороба та смерть
У червні 1871 року Зденка Гавлічкова написала заповіт. У січні 1872 року опікун просив визнати Зденку повнолітньою (цивільний кодекс Австро-Угорщини встановлював повноліття у 24 роки). Зденка мала пошлюбити Антоніна Свободу. На початку 1872 року відбулися заручини, але незабаром Зденка померла.
У червні їй стало важко, тому вона написала новий заповіт, у якому заповіла весь свій статок тітці Йоганні. Вона залишила по 100 гульденів трьом нащадкам тітки-матері Адели Ярошової, а двоюрідна сестра Павліна мала отримати 300 гульденів. Фортепіано ж заповіла Антоніну Свободі.
У серпні її відвідав у Броді молодий Болеслав Троян, а у вересні колишній опікун Браунер, який хотів заселити маєток: через три дні Зденка померла. Померла Зденка Гавлічкова від туберкульозу. Вчителька Йозефіна (у шлюбі Брдлікова) назвала свою доньку Зденькою, але сама «донька народу» залишалася для більшості публіки аж до початку XX століття «зрадницею, нещасною та неврівноваженою, дівчиною, спочатку піднятою до неба, а потім скинутою з нього». Зденка Гавлічкова похована в могилі батьків свого батька в Гавлічковому Броді.